# Роке-дель-Оесте
Роке-дель-Оесте (ісп. Roque del Oeste) — невеликий, скелястий острівець в Атлантичному океані, що належить до архіпелагу Канарських островів.
Знаходиться за 600 м на північний захід від острова Монтанья-Клара. Є вулканічним островом, цілком складається з вулканічних порід та пісків. Роке-дель-Оесте — частина Природного парку Архіпелагу Чініхо
| Іспанія | Це незавершена стаття з географії Іспанії. Ви можете допомогти проєкту, виправивши або дописавши її. |